# Distrito de Traunstein
Traunstein es uno de los 71 distritos en que está dividido administrativamente el estado alemán de Baviera.

## El escudo
En el escudo de Traunstein hay una pantera azul en un fondo argénteo a la izquierda. Es el blasón de los condes de Spanheim, quienes gobernaban la conmarca ya en el siglo XII. Arriba, en la parte derecha, se ve un águila negra con presas y pico rojas sobre fondo dorado – el blasón del antiguo obispado del lago Chiemsee. Abajo hay un castillo blanco en un fondo rojo y un árbol verde –el blasón del monasterio de Baumburg– que representa la parte septentrional del distrito.

## Ciudades y municipalidades
|  | Ciudades 1. Tittmoning 2. Traunreut 3. Traunstein 4. Trostberg Markt 1. Grassau 2. Waging am See¹ ¹ administrado dentro de un Verwaltungsgemeinschaft Verwaltungsgemeinschaften 1. Bergen 2. Marquartstein 3. Obing 4. Waging am See | Municipalidades 1. Altenmarkt an der Alz 2. Bergen 3. Chieming 4. Engelsberg 5. Fridolfing 6. Grabenstätt 7. Inzell 8. Kienberg 9. Kirchanschöring 10. Marquartstein 11. Nußdorf 12. Obing 13. Palling 14. Petting 15. Pittenhart 16. Reit im Winkl 17. Ruhpolding 18. Schleching 19. Schnaitsee 20. Seeon-Seebruck 21. Siegsdorf 22. Staudach-Egerndach 23. Surberg 24. Tacherting 25. Taching am See 26. Übersee 27. Unterwössen 28. Vachendorf 29. Wonneberg |